# Teinotarsina
Teinotarsina is een geslacht van vlinders uit de familie wespvlinders (Sesiidae), onderfamilie Sesiinae.
Teinotarsina is voor het eerst wetenschappelijk beschreven door Felder in 1874. De typesoort is Sesia longipes.

## Soorten
Teinotarsina omvat de volgende soorten:
- Teinotarsina flavicincta (Arita & Gorbunov, 2002)
- Teinotarsina litchivora (Yang & Wang, 1989)
- Teinotarsina longipes (Felder, 1861)
- Teinotarsina longitarsa Arita & Gorbunov, 2002
- Teinotarsina lushanensis (Xu & Liu, 1999)
- Teinotarsina luteopoda Kallies & Arita, 2004
- Teinotarsina melanostoma (Diakonoff, 1968)
- Teinotarsina micans (Diakonoff, 1968)
- Teinotarsina nonggangensis (Yang & Wang, 1989)
- Teinotarsina rubripes (Pagenstecher, 1900)